# Музей Alfa Romeo
Исторический музей Alfa Romeo (итал. Il Museo Storico dell’Alfa Romeo), открывшийся 18 декабря 1976 года. Музей расположен в Арезе, Милан в Италии. Музей находится на территории неработающего в данное время завода Alfa Romeo в Арезе, который остановил своё производство автомобилей в 2003 году, а выпуск двигателей в 2005-м. Последним рабочим отделение на территории являлся Центр стиля Alfa Romeo, который потом переехал в Турин. Весь музей посвящён столетию марки Alfa Romeo, выпустившей за свою историю: автомобили, коммерческие автомобили и фургоны, железнодорожные поезда, тракторы, автобусы, трамваи, электроплиты, а также двигатели для кораблей и самолётов.
Музей занимает площадь в 4800 м². Состоит из шести этажей, разделённых между собой четырьмя тематическими отделами, включая исторический обзор всех дорожных моделей Alfa Romeo, производимых с 1910 года, прототипов, «машин мечты» (dreams cars), воздухоплавательных и воздушных проектов, других моделей и наград.
В музее представлены более 250 моделей и 150 двигателей, среди которых приблизительно половина выставлена на просмотр для посетителей музея. Всего музей включает почти по одному экземпляру каждой произведённой модели, а также прототипов и гоночных автомобилей. Стоит отметить, что музейные модели принимают участие в различных событиях, например Pebble Beach Concours d’Elegance, Милле Милья и Goodwood Festival of Speed.
В начале 2009 года музей закрылся на ремонт и был открыт в конце 2009 года в честь празднования столетия Alfa Romeo в 2010 году. Позднее, в феврале 2011 года, музей вновь закрылся.

Музей вновь открыт в 2015 году, под названием La macchina del tempo – Museo Storico Alfa Romeo. Часы работы: с 10 до 18, в четверг до 22, а во вторник выходной. Входной билет стоит 12 €, для детей до шестнадцати лет и пенсионеров — 10 €.

## Scuderia del Portello
Scuderia del Portello — заводская гоночная команда Alfa Romeo, принимающая участие в автомобильных гонках на ретро-автомобилях. Команда была основана в 1982 году знатными гонщиками Alfa Romeo. Команда получило право на выступление и представление автомобилей Alfa Romeo из музея Storico dell’Alfa Romeo (Музея истории) в 1989 году. Команда принимала участие в различных выставках и гонках на ретро-автомобилях таких, как Goodwood of Festival of Speed и Carrera Panamerica.

## Пример экспонатов

Исторические модели
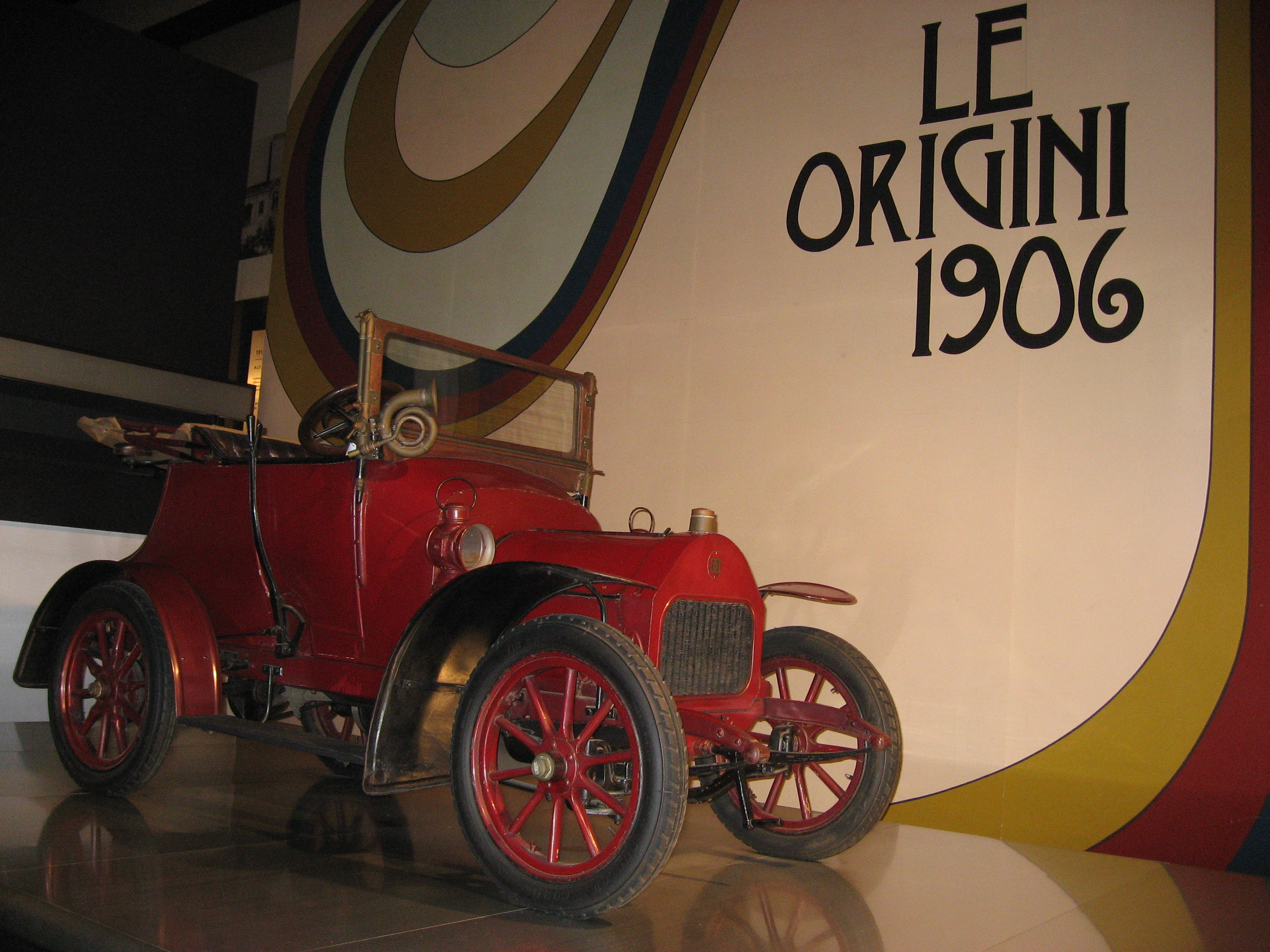
Darraq (1908)
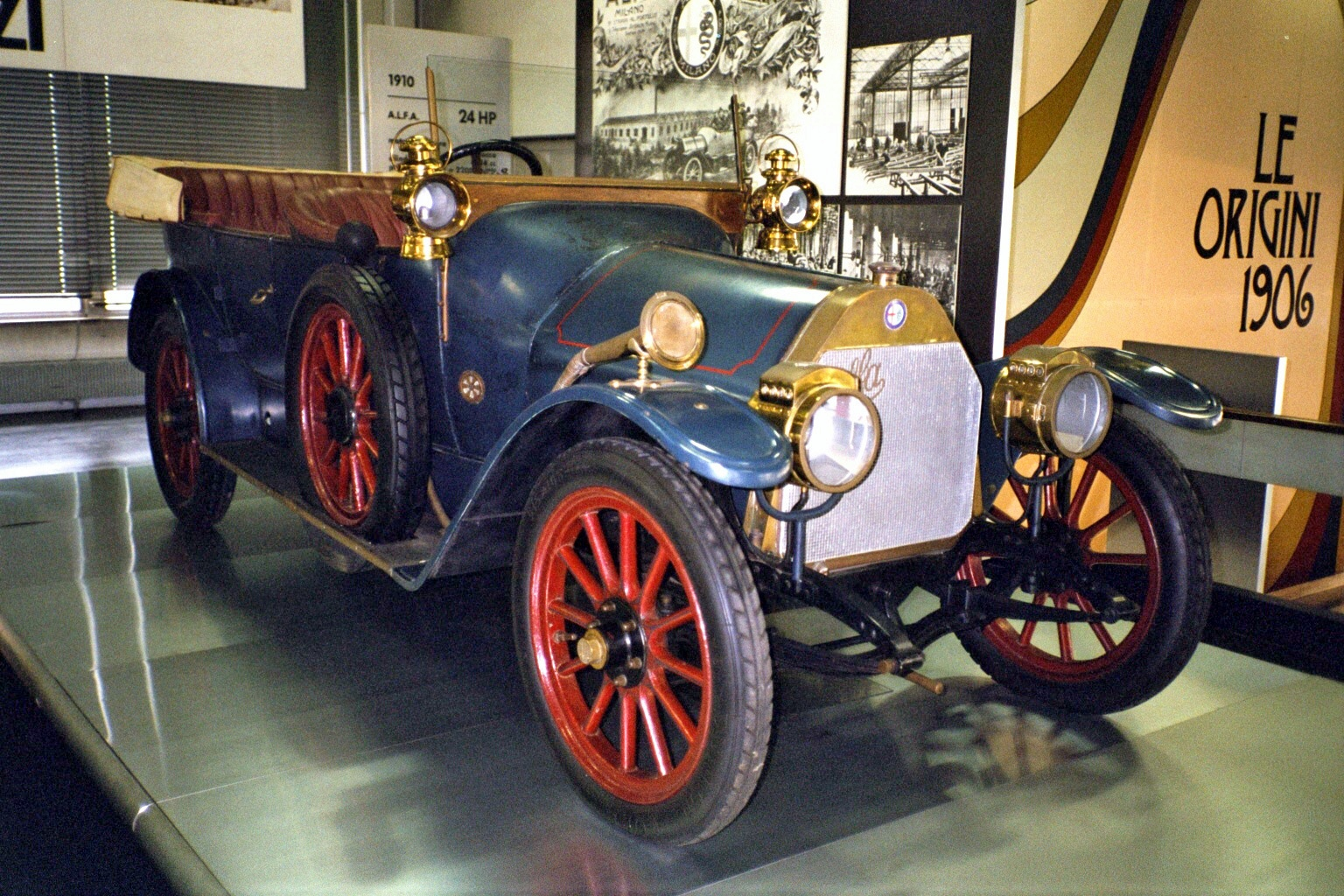
24 HP (1910)
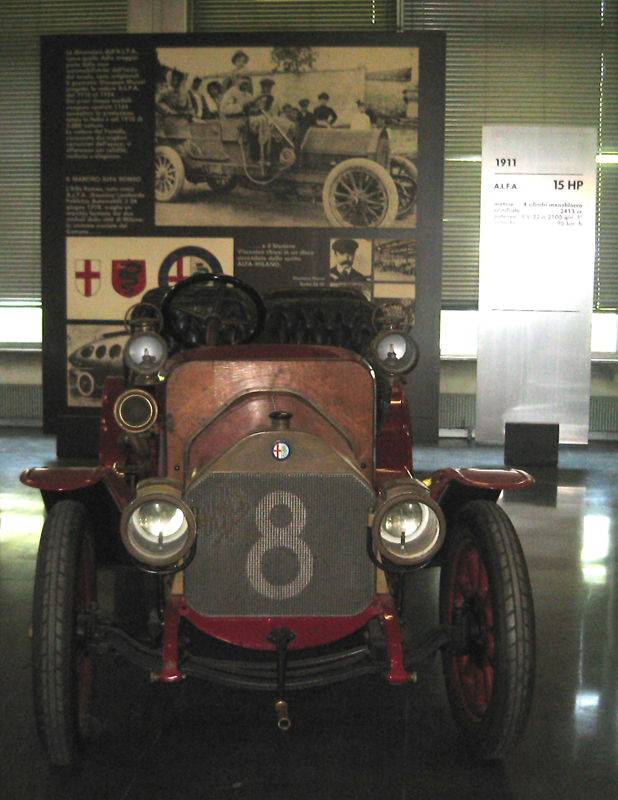
15 HP (1911)
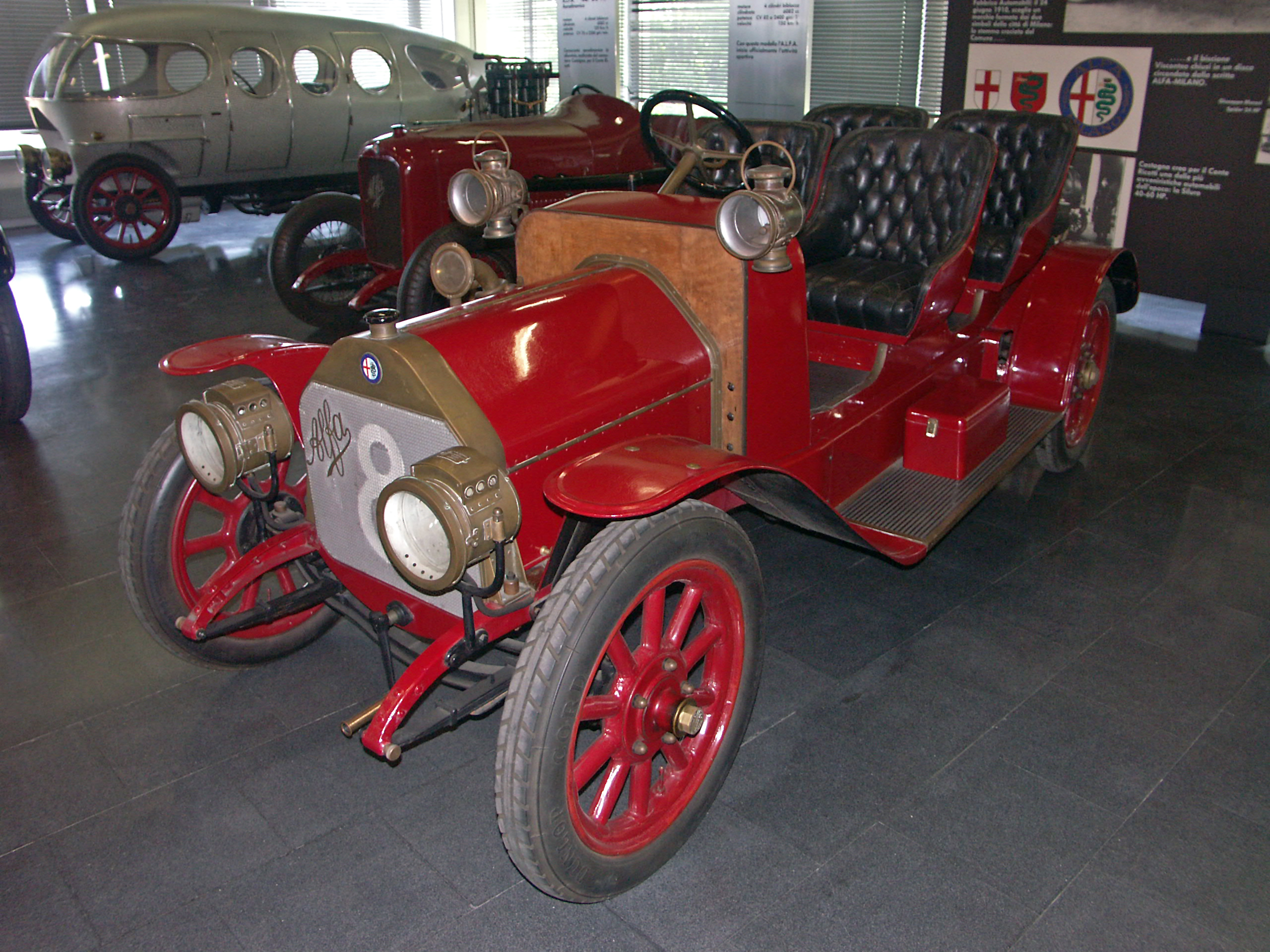
15 HP (1911)
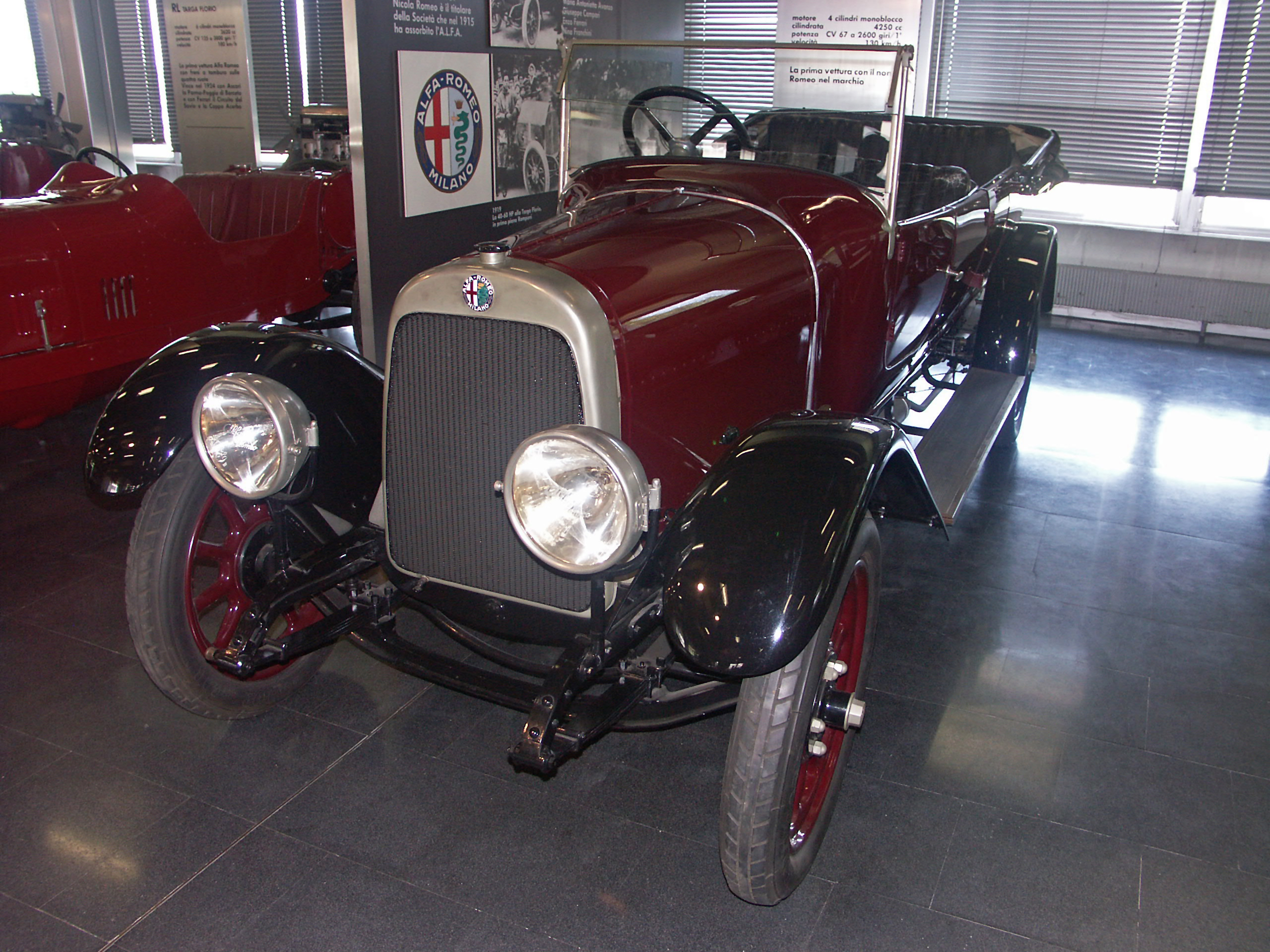
20-30 ES (1920)
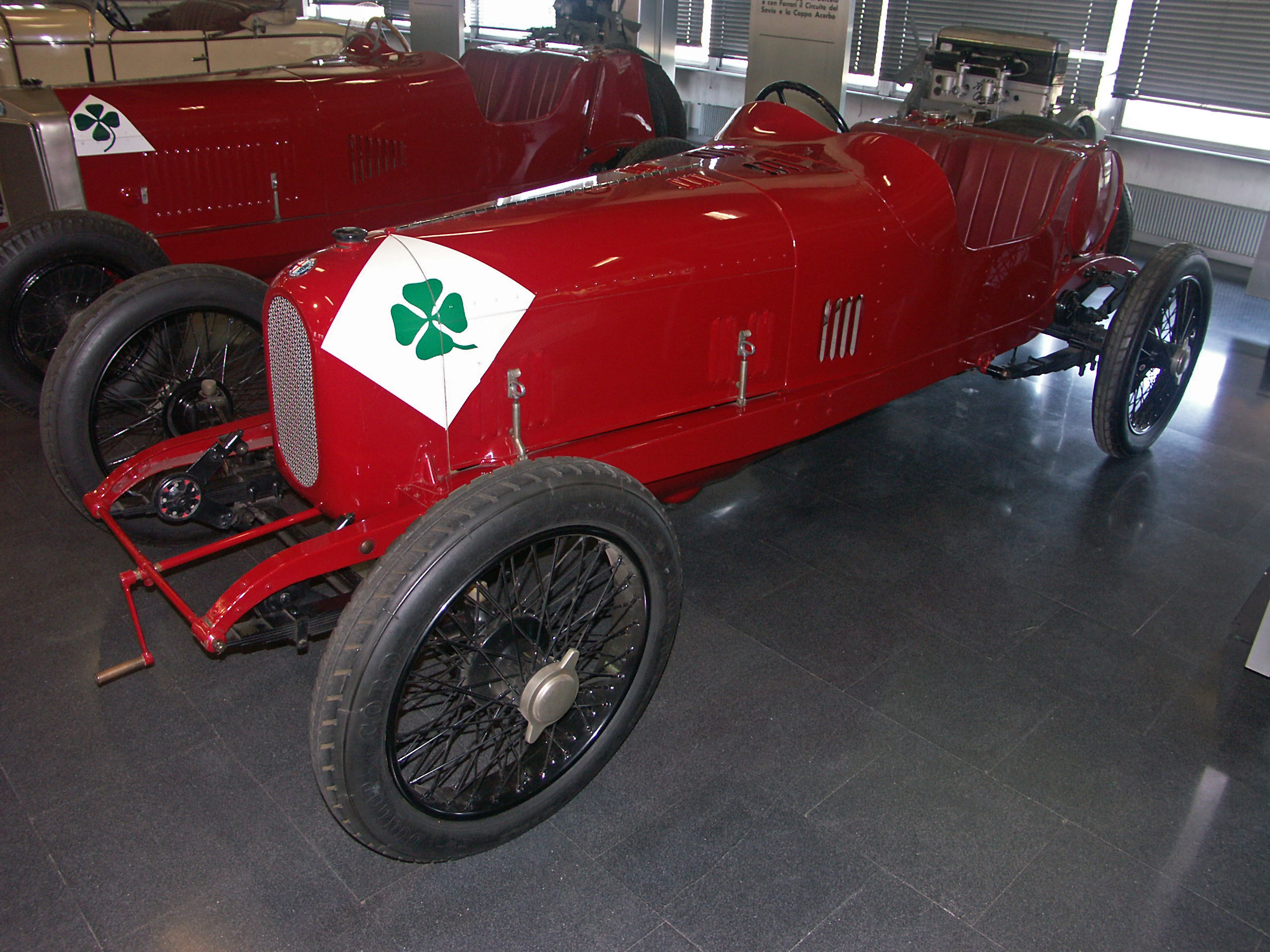
RL Targa Florio (1923)
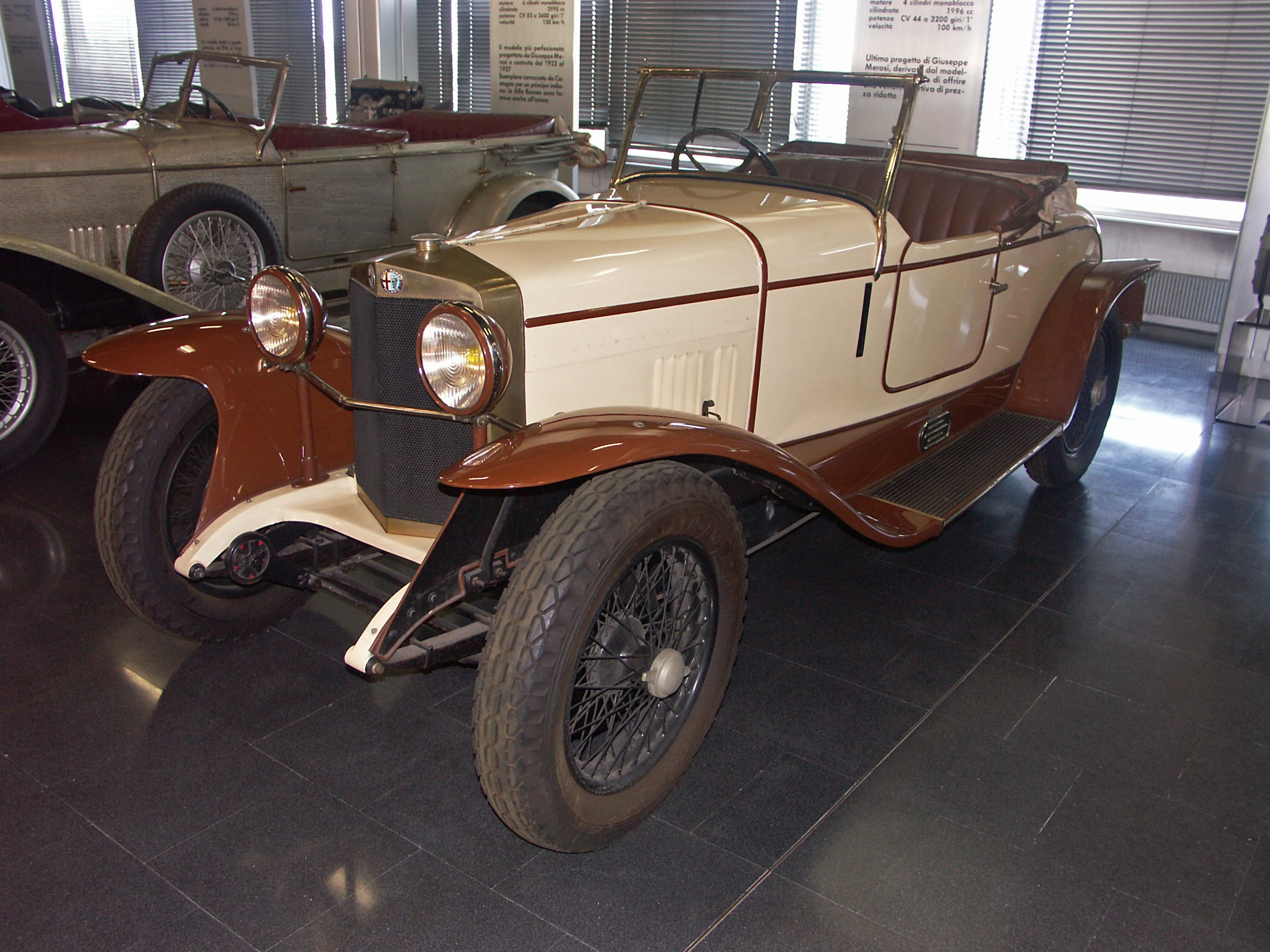
RM Sport Castagna (1924)
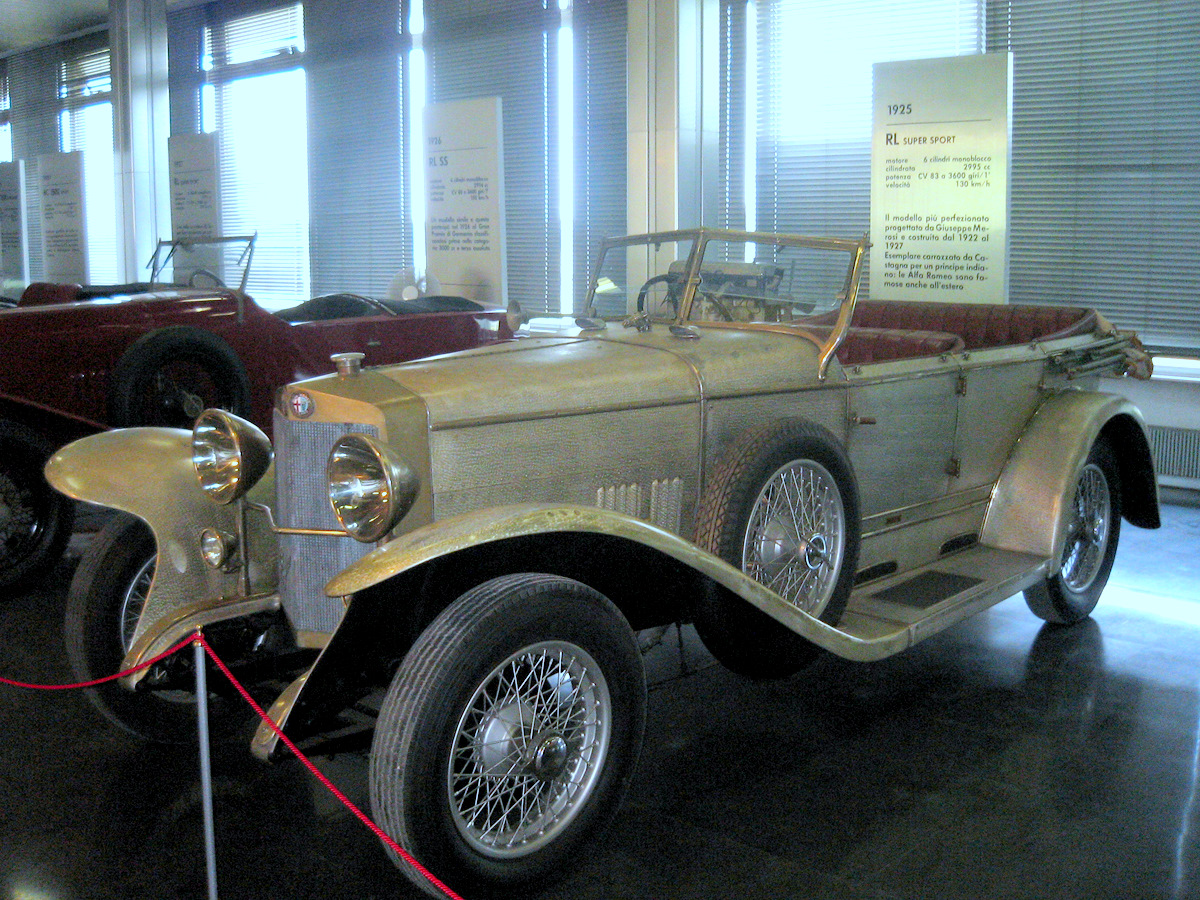
RL SS (1925)
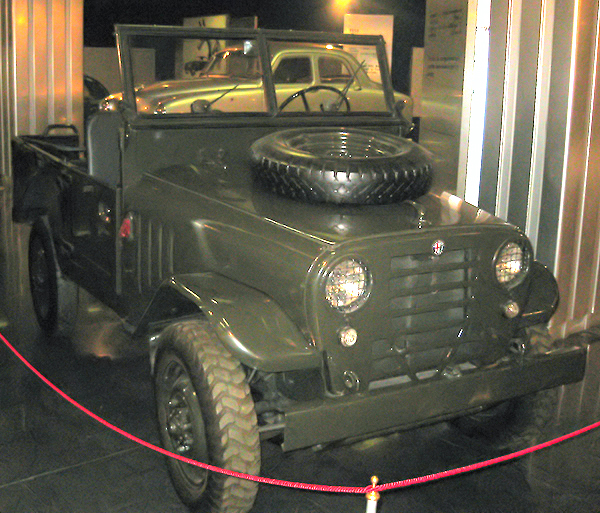
Matta (1951)
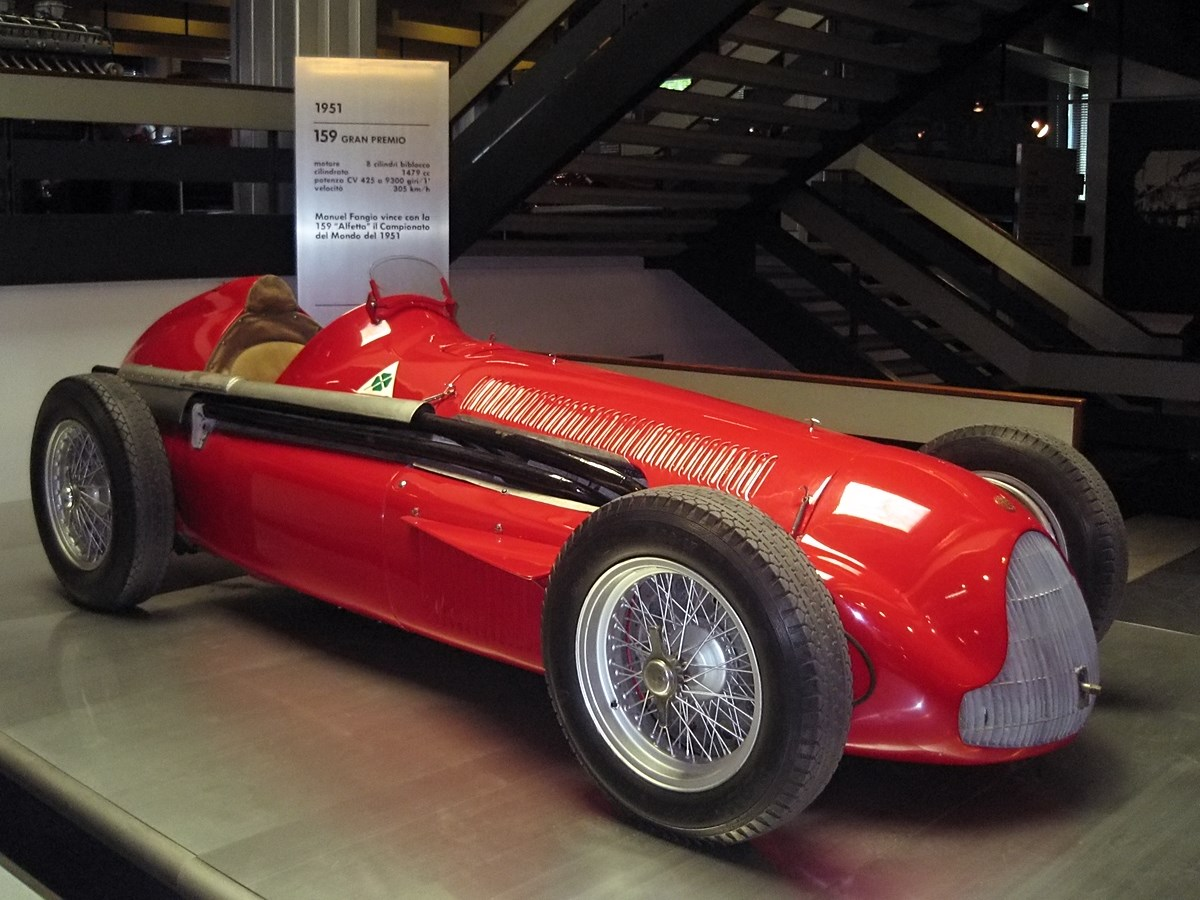
159 (1951)
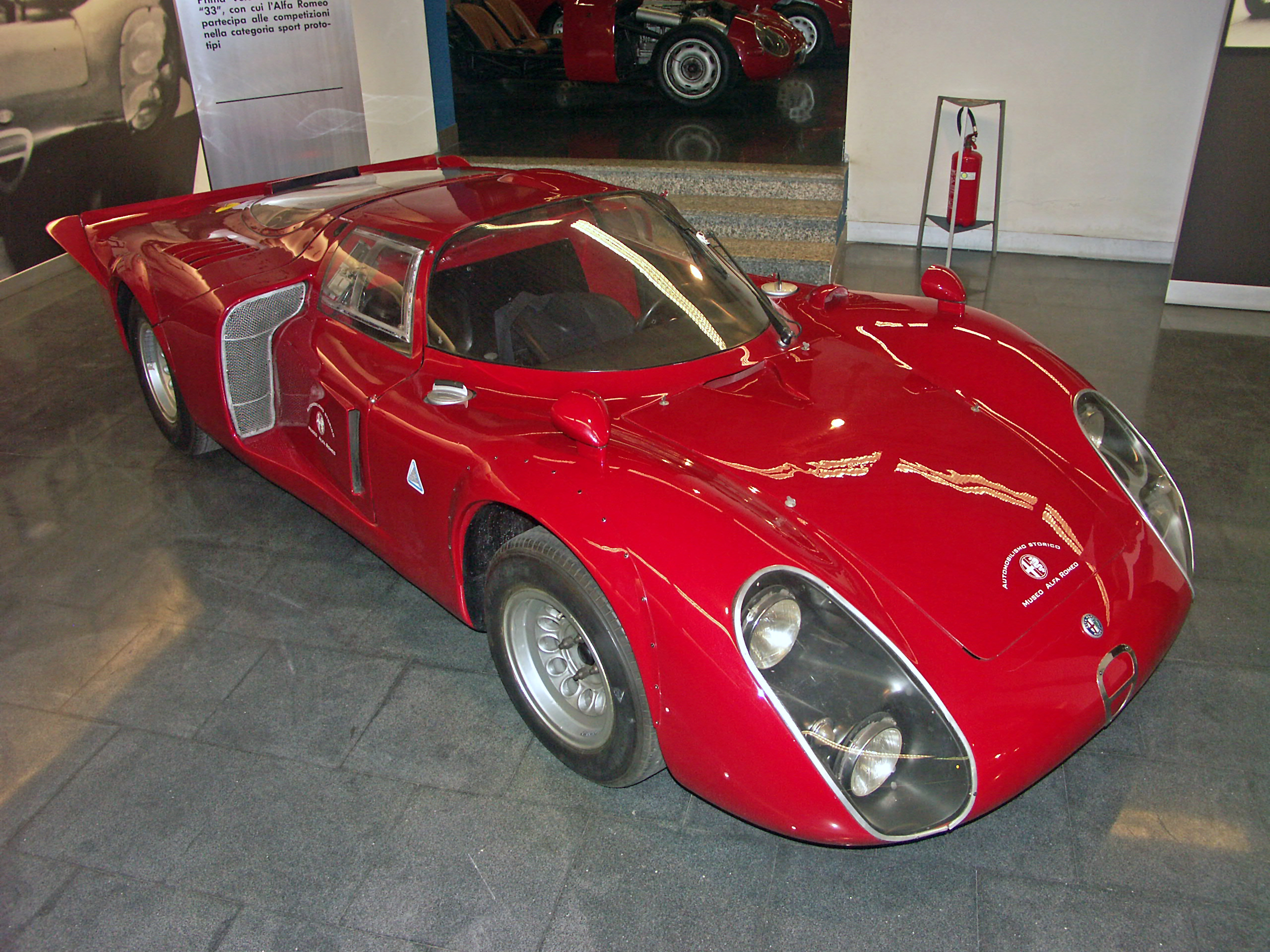
Tipo 33-2 Daytona-Купе (1968)
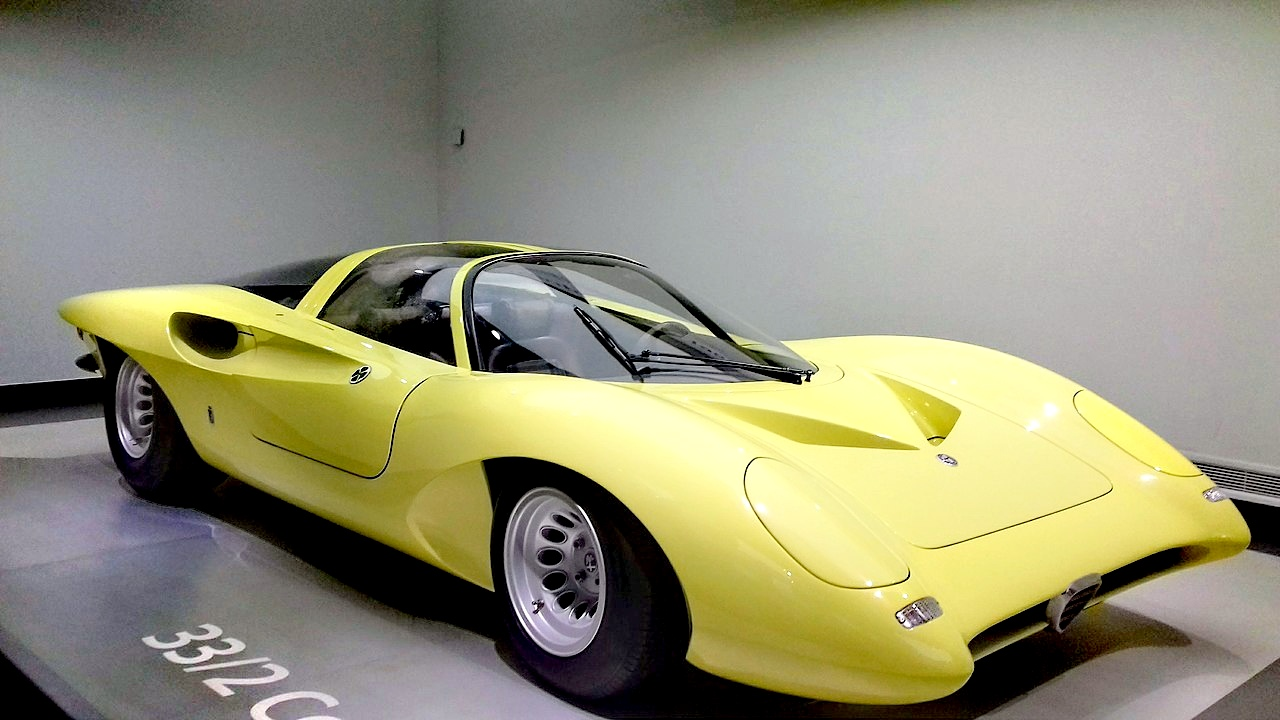
33.2 (1969)
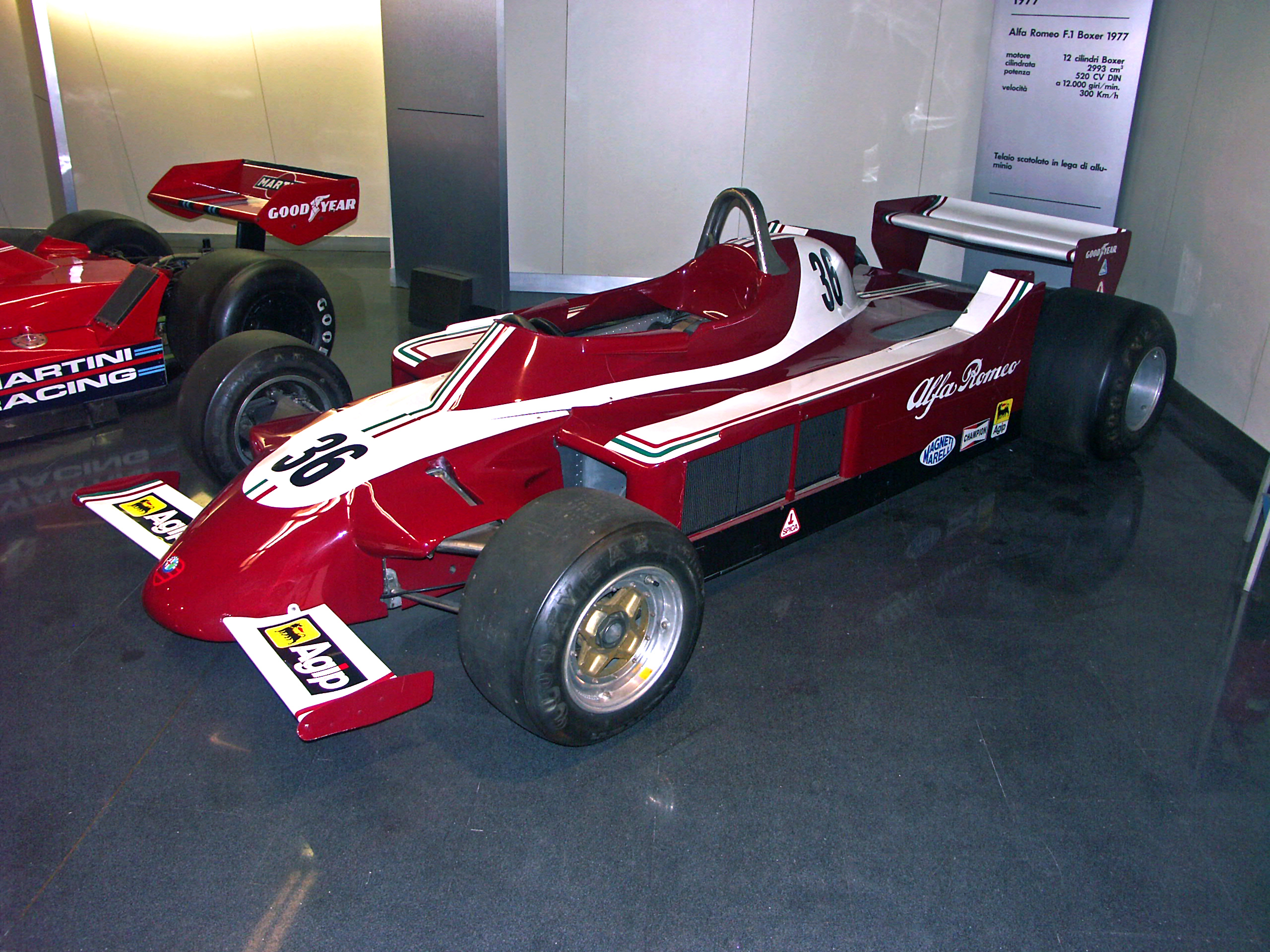
177 (1977)
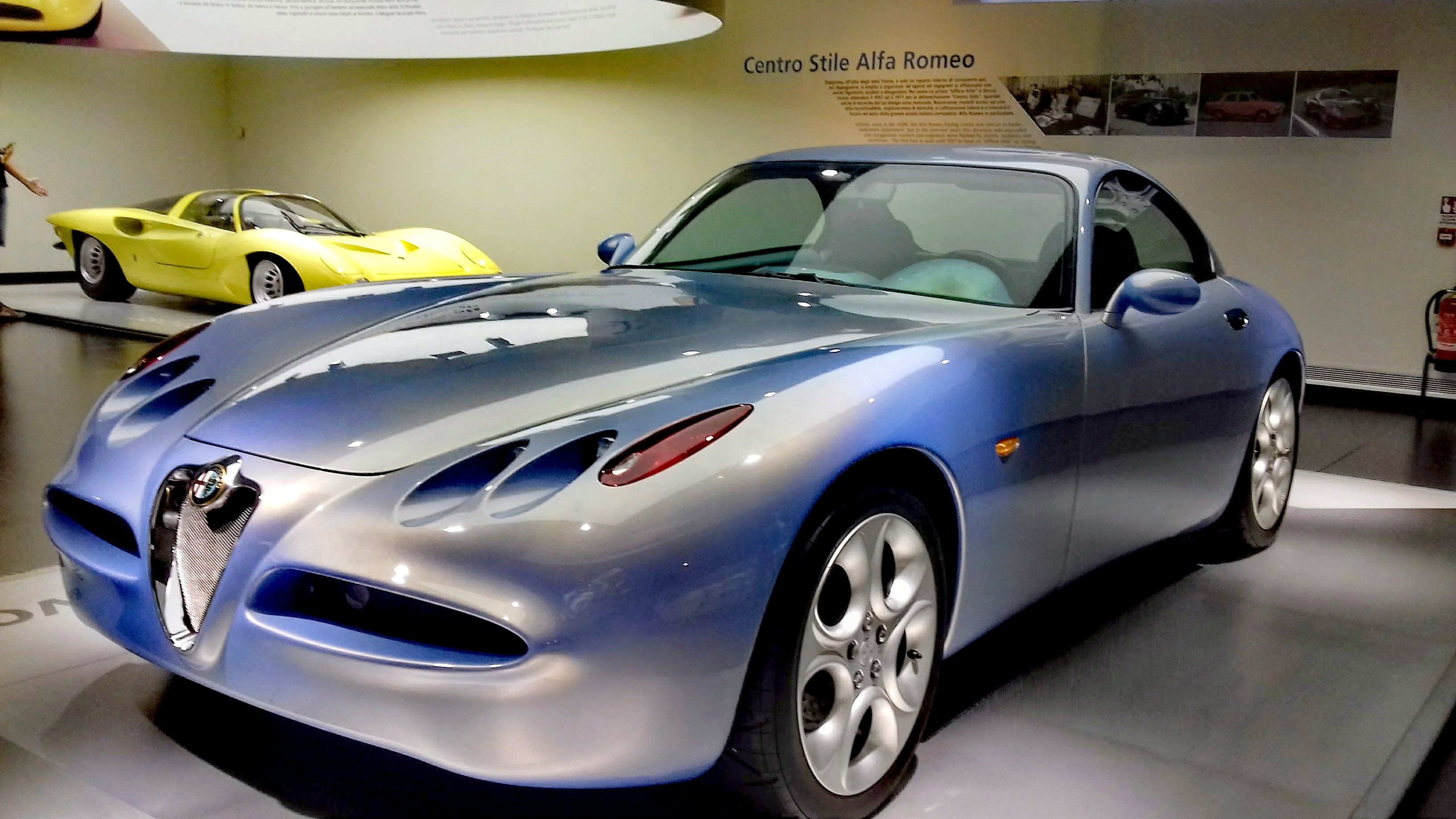
Nuvola (1996) концепт-кар